# Alena Abramtschuk
Alena Wassileuna Abramtschuk (belarussisch Алена Васілеўна Абрамчук, engl. Transkription Alena Abramchuk; * 14. Februar 1988 in Dawyd-Haradok, BSSR, Sowjetunion als Alena Kopez) ist eine belarussische Kugelstoßerin und Diskuswerferin.

## Sportliche Laufbahn
2006 nahm Alena Kopez erstmals an einer internationalen Großveranstaltung, den Juniorenweltmeisterschaften in Peking teil. Dort schied sie aber sowohl mit dem Diskus, als auch mit der Kugel in der Qualifikation aus. 2007 gewann sie im Kugelstoßen die Silbermedaille bei den Junioreneuropameisterschaften in Hengelo und belegte im Diskuswurf den 14. Platz. Zudem erreichte sie in diesem Jahr den fünften Platz bei den Militärweltspielen in Hyderabad. 2008 und 2009 gewann sie jeweils die Silbermedaille beim europäischen Winterwerfercup in der U23-Altersklasse. 2009 gewann sie bei den Weltstudentenspielen in Belgrad die Bronzemedaille im Kugelstoßen, wie auch bei den U23-Europameisterschaften in Kaunas wenige Wochen später. 
Nach ihrer Comebacksaison 2011 qualifizierte sich Kopez für die Halleneuropameisterschaften in Paris, schied dort aber in der Qualifikation aus. Bei der Universiade belegte sie diesmal den fünften Platz mit gestoßenen 17,07 m. 2012 verpasste sie bei den Hallenweltmeisterschaften in Istanbul als Neunte der Qualifikation nur knapp einen Finalplatz, der ihr quasi durch die später wegen Dopings disqualifizierte Finalteilnehmerin Nadseja Astaptschuk verwehrt wurde. 2013 nahm sie erneut an den Halleneuropameisterschaften teil und gewann dort die Bronzemedaille, die später wegen der Doping-Disqualifikation der Russin Jewgenija Kolodko zu Silber wurde. Kopez qualifizierte sich auch für die Weltmeisterschaften in Moskau, bei denen sie im Finale den zwölften Platz belegte. 2014 schied sie bei den Hallenweltmeisterschaften in Sopot erneut in der Qualifikation aus, qualifizierte sich aber für die Europameisterschaften in Zürich im August desselben Jahres. Diese beendete sie auf dem neunten Platz mit gestoßenen 17,65 m. In der Hallensaison 2015 sicherte sie sich den vierten Platz bei den Halleneuropameisterschaften in Prag. Bei den Olympischen Spielen 2016 in Rio de Janeiro qualifizierte sie sich für das Finale und belegte dort den elften Platz.
Nachdem sie 2017 keine Wettkämpfe bestritten hatte, nahm sie 2018 ein weiteres Mal an den Europameisterschaften in Berlin teil und belegte dort mit 16,90 m im Finale den zwölften Platz. Im Jahr darauf schied sie dann bei den Halleneuropameisterschaften in Glasgow mit 16,92 m in der Qualifikation aus.
2015 und 2018 wurde Abramtschuk belarussische Meisterin im Diskuswurf sowie 2013 im Kugelstoßen im Freien. In der Halle siegte sie 2011, 2013 und 2014 im Kugelstoßen.

## Persönliche Bestleistungen
- Kugelstoßen: 19,24 m, 7. Juni 2013 in Minsk
  - Halle: 19,06 m, 19. Januar 2013 in Mogilew
- Diskuswurf: 55,16 m, 25. Juli 2015 in Hrodna